# Cyanidioschyzon
Genre
Cyanidioschyzon est un genre d’algues rouges de la famille des Cyanidiaceae. 

## Liste d'espèces
Selon AlgaeBase (3 août 2013), NCBI (3 août 2013) et World Register of Marine Species (3 août 2013) :
- Cyanidioschyzon merolae P.De Luca, R.Taddei & L.Varano, 1978 (espèce type)